# 4-та авіаційна база (Португалія)
4-та авіаційна база (також — авіабаза Лажеш, порт. Basa Aérea N.º 4) — складова ВПС Португалії. Територію бази орендують ВПС США.
Розташована у парафії Лажеш муніципалітету Прая-да-Віторія на північному сході острова Терсейра. Тут базується 65-те транспортне авіакрило, озброєне літаками KC-135. Командувач — полковник Крістофер Бойд.

## Історія
Аеродром Ашада був побудований у 1930-му, але його ЗПС була завдовжки лише 600 метрів, тож вже за чотири роки розпочали модернізацію летовища.
1941 року Португалія розгорнула тут дві винищувальні ескадрильї літаків «Gladiator», днем народження частини вважається 12 червня 1941 року; у 1943 на тоді вже офіційно 4-й авіабазі дислокувалися британські, а ще за рік — американські ВПС.
Лютий 1993 став часом значного скорочення присутності ВПС на Азорських островах, а на 4-й авіаційній базі залишається лише одна (711-та) бойова ескадрилья.

## Сучасність
З листопада 2006-го аеродром став місцем дислокації окремого авіазагону, озброєного гелікоптерами EH101 Merlin; 711-та ескадрилья була розформована наступного року: її замінив загін транспортної авіації, що використовував CASA C-212.
2015 року стало відомо, що американський контингент на Азорах буде скорочено більш ніж утричі, а цивільний персонал «оптимізують» вполовину: станом на 2023 рік особовий склад авіабази налічував 164 людини.
Унікальнісь авіабази полягає в тому, що тут зберігається майже половина усього палива, яке призначається авіапідрозділам США в Європі.

### Російсько-українська війна
За словами Браяна Гардмана, командувача 65-ї авіагрупи у 2023-му, «[база] це оптимальна точка для надання підтримки Україні, якщо така буде погоджена».